# KMW F2
KMW F2 - концепт семейств модульных колесных бронетранспортеров, разработанный концерном KMW.    
F2 разрабатывался как дополнение к бронеавтомобилю Феннек и предназначен для обеспечения максимальной мобильности, защиты. Автомобиль доступен в вариантах 4x4 патрульный вариант и 6x6 грузовой вариант.   
KMW объявила о разработке F2 в мае 2008 года. F2 должен был использоваться Бундесвером и Королевской армией Нидерландов. 
В серию не пошла, компания  предложила эту машину немецким военным, но она оказалась слишком дорогой по сравнению с MRAP, поэтому немецкий бундесвер в конечном итоге выбрал Grizzly MRAP на базе бронированного грузовика DURO-III компании MOWAG вместо Fennec 2. 

## Вооружение
Феннек 2 мог быть вооружен пулеметом калибра 7,62-мм модели SIG MG 710 или пулеметом 50 калибра модели GAU-19, также устанавливается 40-мм автоматическим гранатометом модель M203. 
Цельносварной стальной корпус мог защитить от огня 7,62-мм пулемета, а также от самодельных взрывных устройств. 

## Технические характеристики
- Боевой вес: 7,5 — 24 т
- Полезная нагрузка: 4 т
- Максимальная скорость: 100 км/ ч
- Экипаж: 3-6 солдат
- Защита: баллистическая, мина, самодельное взрывное устройство, РПГ
- Дальность: 1000 км
- Мощность двигателя: 2 x 150 кВт